# Muhammad ibn Nasir
Muhammad ibn Nasir - jedyny władca (imam) Omanu z dynastii  Banu Ghafir. 
Panował w latach 1724-1728. Za jego rządów doszło do intensywnej ekspansji wzdłuż wschodniego wybrzeża Afryki. Omanowi podporządkowana została Mombasa.